# Fréquentation cinématographique
 (juillet 2023).
- Si vous ne connaissez pas le sujet, laissez ce bandeau (vous pouvez alors contacter les auteurs).
- Si vous supprimez le contenu mis en cause (vous pouvez préalablement contacter les auteurs),

argumentez précisément cette suppression dans la page de discussion
(un manque de référence n'est pas un argument ; une recherche réelle de référence doit avoir été effectuée, être formellement documentée).
La fréquentation cinématographique est la relation sociale entretenue entre un groupe d'individus et le cinéma. Elle concerne la consommation de films dans les salles et sa fréquence. Elle se traduit par des entrées au box-office et son analyse est intimement liée à la sociologie du cinéma.
La fréquentation cinématographique fait l'objet d'analyses régulières par le Centre national de la cinématographie (CNC).

## Évolution de la fréquentation dans les pays développés
Vers 1950, le cinéma connait une forte audience en salle. Mais il y a une forte hétérogénéité selon les pays. La consommation par habitant est très forte en Angleterre et forte aux États-Unis, en Italie et au Japon.
L'évolution de la fréquentation va être similaire jusqu'à la fin des années 1960. Ainsi, au rythme de la pénétration de la télévision dans les foyers, la fréquentation a diminué. Elle a donc commencé à décliner dès la fin de la deuxième guerre mondiale aux États-Unis et légèrement après en Angleterre alors qu'il a fallu attendre le milieu des années 1950 au Japon et en France et les années 1960 en Italie et en Espagne.
Si elle va continuer à décliner en Allemagne, au Japon et surtout en Espagne, en Angleterre et en Italie, elle se stabilisera en France et aux États-Unis.
On notera dans la plupart des pays une forte reprise de la fréquentation à la fin des années 1990 et au début des années 2000 (la plus forte en Angleterre et plus modérée en Italie).
Nombre de films vus par habitant,,, :                             
| Pays            | 1950 | 1955 | 1965 | 1975 | 1985 | 1995 | 2005 | 2010 | 2015 |
| France          | 8,9  | 9,1  | 5,3  | 3,5  | 3,2  | 2,3  | 2,9  | 3,2  | 3,1  |
| Allemagne (RFA) | 10,2 | 15,1 | 5,1  | 2,3  | 1,8  | 1,5  | 1,5  | 1,6  | 1,7  |
| Italie          | 14,2 | 16,7 | 12,5 | 8,9  | 2,2  | 1,6  | 1,8  | 2,0  | 1,8  |
| Royaume-Uni     | 29   | 26   | 6,7  | 2,1  | 1,3  | 2,0  | 2,7  | 2,6  | 2,7  |
| États-Unis      | 20,5 | 14,2 | 6,6  | 4,6  | 5,1  | 4,8  | 4,7  | 4,1  | 3,7  |
| Japon           | 13,9 | 13,6 | 3,9  | 1,7  | 1,2  | 1,0  | 0,9  | 1,4  | 1,3  |
| --------------- | ---- | ---- | ---- | ---- | ---- | ---- | ---- | ---- | ---- |

En règle générale en Europe, on constate une corrélation entre le pouvoir d'achat et la fréquentation. Pour autant, cette relation est loin d'être parfaite. Ainsi, l'Irlande se caractérise par une fréquentation parmi les plus élevées du monde.
Si dans les pays d'Europe de l'Ouest, la fréquentation annuelle est en moyenne autour de 2 par spectateur, elle est encore moitié moindre dans l'Europe de l'Est et reste même très faible en Bulgarie et surtout en Roumanie. Le taux de croissance de la fréquentation s'avère néanmoins plus élevé dans les pays de l'Est et un rattrapage lent mais régulier est observé.
Fréquentation dans les autres pays européens :
| Pays               | Entrées en 2014 (en million) | Nb d'habitants (en millions) | Taux de fréquentation |
| Autriche           | 14,3                         | 8,6                          | 1,7                   |
| Belgique           | 21,6                         | 11,3                         | 1,9                   |
| Bulgarie           | 4,9                          | 7,2                          | 0,7                   |
| Chypre             | 0,7                          | 0,8                          | 0,9                   |
| République tchèque | 11,6                         | 10,6                         | 1                     |
| Danemark           | 12,2                         | 5,7                          | 2,1                   |
| Estonie            | 2,6                          | 1,3                          | 2                     |
| Espagne            | 87,4                         | 46,4                         | 1,9                   |
| Finlande           | 7,3                          | 5,5                          | 1,3                   |
| Grèce              | 9                            | 10,8                         | 0,8                   |
| Croatie            | 3,8                          | 4,2                          | 0,9                   |
| Hongrie            | 11                           | 9,8                          | 1,1                   |
| Islande            | 1,4                          | 0,3                          | 4,7                   |
| Irlande            | 14,4                         | 4,6                          | 3,1                   |
| Lituanie           | 3,2                          | 2,9                          | 1,1                   |
| Luxembourg         | 1,1                          | 0,6                          | 1,8                   |
| Lettonie           | 2,3                          | 2                            | 1,2                   |
| Malte              | 0,7                          | 0,4                          | 1,8                   |
| Norvège            | 12,1                         | 5,2                          | 2,3                   |
| Pays-Bas           | 30,8                         | 17                           | 1,8                   |
| Pologne            | 40,5                         | 38                           | 1,1                   |
| Roumanie           | 10,2                         | 20                           | 0,5                   |
| Russie             | 176                          | 143,5                        | 1,2                   |
| Suisse             | 12,9                         | 8,2                          | 1,6                   |
| Suède              | 16,3                         | 9,7                          | 1,7                   |
| Slovénie           | 1,9                          | 2,0                          | 1                     |
| Slovaquie          | 4,1                          | 5,4                          | 0,8                   |
| Turquie            | 61,4                         | 77,7                         | 0,8                   |
| ------------------ | ---------------------------- | ---------------------------- | --------------------- |

## Évolution de la fréquentation aux États-Unis et au Canada
L'Amérique du Nord (États-Unis et Canada) constitue le plus grand marché cinématographique au monde en termes de recettes.
Nombre de films vus par habitant, :
| Pays                 | 2002 | 2003 | 2004 | 2005 | 2006 | 2007 | 2008 | 2009 | 2010 | 2011 | 2014 |
| États-Unis et Canada | 5,2  | 4,9  | 4,8  | 4,4  | 4,4  | 4,4  | 4,2  | 4,3  | 4,1  | 3,9  | 3,7  |
| -------------------- | ---- | ---- | ---- | ---- | ---- | ---- | ---- | ---- | ---- | ---- | ---- |

## Évolution de la fréquentation en France métropolitaine
Après une période où le cinéma a cherché son modèle d'exploitation à la fin du XIXe siècle et au début du XXe siècle, l'industrie cinématographique s'est organisée avec la construction de salles dédiées au sein d'établissements démesurés (en 1920, il y a 11 salles de plus de 2 000 places à Paris). Le cinéma s'impose alors comme un lieu de consommation culturelle de masse. Contrairement au théâtre, la salle de cinéma abandonne toute stratification sociale avec un espace commun. La fréquentation du cinéma, qui concerne un public plus large que le théâtre et l'opéra (car moins coûteux), explose et les spectateurs reviennent régulièrement.
L'avènement du parlant permet au cinéma français de reprendre sa place prépondérante dans les années 1930 après l'avoir abandonné au cinéma américain qui domine les années 1920 face à une industrie en crise.
Cette hausse tendancielle de la fréquentation dure jusqu'à la fin des années 1950. En 1933, le cinéma représente 60 % des recettes des spectacles à Paris contre un tiers 10 ans plus tôt. 1930 est une date importante car pour la première fois, le cinéma représente la majorité des recettes du monde du spectacle. Paradoxalement, la fréquentation est plus fortement affectée par la crise des années 1930 que par la seconde guerre mondiale. Contrairement, à ce qu'on observe aux États-Unis, la fréquentation chute à partir de 1931 (après une hausse de pourtant de 33 et 16 % en 1930 et 1931) et de nombreuses salles ferment.
L'exploitation doit s'adapter en baissant les prix, en offrant des double-programmes et des actualités.
En 1945, il y a, à nouveau, 357 millions de spectateurs en France. Les spectateurs préfèrent les films français et ses stars.
La première baisse de fréquentation vient avec le développement de la télévision dans les années 1960 qui conduit certains à rester chez eux et à moins fréquenter les salles. De même, la voiture amène des changements de modes de vie. Cette chute de la fréquentation est compensée par la hausse du prix des billets qui accroit encore l'abandon des salles par les classes populaires. Ainsi, entre 1960 et 1990, le prix d'une place a été multiplié par 17 alors que les prix ont, en moyenne, été multipliés par seulement 7 sur la période.
La fréquentation connait une phase de stabilité dans les années 1970 et au début des années 1980 car l'influence de l'équipement des ménages en téléviseur s'amoindrit, ceux qui s'équipent étant soit déjà des téléspectateurs qui ont adapté leur consommation (les jeunes), soit des ménages moins consommateurs de films. La jeune génération est devenue une génération habituée aux films, notamment grâce à la télévision qui popularise le cinéma par son effet démultiplicateur de l'audience des œuvres cinématographiques. Néanmoins, la baisse reprend avec la création et la multiplication des chaînes de télévision privées qui offrent une grande quantité de films en produit d'appel.
À partir de 1992, le développement des multiplexes notamment dans les zones rurales permet un nouveau mode de consommation du cinéma et un retournement de tendance. En créant des établissements modernes, plus attractifs et plus accessibles (la plupart sont situés dans des zones commerciales de périphérie), les exploitants de salle de cinéma inversent la tendance : la fréquentation repart à la hausse. Les multiplexes permettent de toucher une population plus large (34,8 millions de français sont allés au cinéma en 2005 contre 30,8 millions en 1997), et accueillent désormais près de 60 % des spectateurs français.
À la fin des années 1990, le lancement de formules d'abonnement illimitées permet de stimuler la fréquentation des spectateurs assidus, avec un effet positif sur la fréquentation, par l'accroissement du taux d'occupation des fauteuils des cinémas concernés.
Les années 2000 voient peser une nouvelle menace sur les cinémas : le piratage. En effet, il n'est désormais plus nécessaire d'attendre la sortie d'un film en vidéo (VHS ou DVD) pour le regarder chez soi, grâce à des internautes filmant l'écran de cinéma durant toute la durée du film avec une caméra numérique, et mettant le film en ligne sur les réseaux peer to peer. Ces films sont ensuite encodés de manière à pouvoir tenir sur un CD de 700 Mo, et ainsi pouvoir les lire sur des lecteurs DivX peu onéreux. Cependant, la qualité visuelle et sonore des vidéos étant souvent moyenne voire médiocre qui affecte l'expérience de visionnage, et le développement progressif d'une offre à la demande sur écrans de TV et ordinateur font que le piratage a finalement peu d'influence sur les entrées en France. Celles-ci franchissent même la barre des 200 millions d'entrées en 2009 et s'installent durablement au-dessus de ce seuil par la suite.
Le statut de loisir collectif du cinéma et les investissements réalisés dans l'exploitation (qualité de projection, quantité de l'offre) semblent finalement être un solide rempart contre les autres formes de diffusion des films.
| Année | Nb d'entrées (millions) | Nb d'entrées par habitant | Nb de films inédits | Nb de films millionnaires | Nb de films demi- millionnaires | Part des films français |
| ----- | ----------------------- | ------------------------- | ------------------- | ------------------------- | ------------------------------- | ----------------------- |
| 1909  | 10                      | 0,2                       |                     |                           |                                 |                         |
| 1925  | 110                     | 2,7                       | ND                  |                           |                                 | 20 %                    |
| 1935  |                         |                           |                     |                           |                                 | 70 %                    |
| 1938  | 452,5                   | 10,8                      |                     |                           |                                 | 40 / 45 %               |
| 1939  | 373,3                   | 8,9                       |                     |                           |                                 | 40 / 45 %               |
| 1940  | 255,6                   | 6,2                       |                     |                           |                                 |                         |
| 1941  | ND                      |                           |                     |                           |                                 |                         |
| 1942  | 281,5                   | 7,1                       |                     |                           |                                 | 85 %                    |
| 1943  | 304,5                   | 7,6                       |                     |                           |                                 | 85 %                    |
| 1944  | 245,4                   | 6,3                       |                     |                           |                                 | 85 %                    |
| 1945  | 402,0                   | 9,0                       | 131                 | 52                        | 65                              | 55 %                    |
| 1946  | 369,0                   | 9,2                       | 196                 | 121                       | 157                             | 46,2 %                  |
| 1947  | 423,7                   | 10,4                      | 375                 | 146                       | 239                             | 43,5 %                  |
| 1948  | 402,0                   | 9,8                       | 412                 | 140                       | 238                             | 44,1 %                  |
| 1949  | 387,7                   | 9,3                       | 421                 | 147                       | 226                             | 42,4 %                  |
| 1950  | 370,7                   | 8,9                       | 401                 | 149                       | 228                             | 45,1 %                  |
| 1951  | 372,8                   | 8,9                       | 426                 | 151                       | 241                             | 47,2 %                  |
| 1952  | 359,6                   | 8,5                       | 390                 | 124                       | 211                             | 48,7 %                  |
| 1953  | 370,6                   | 8,7                       | 437                 | 132                       | 245                             | 47,0 %                  |
| 1954  | 382,8                   | 8,9                       | 384                 | 137                       | 219                             | 46,8 %                  |
| 1955  | 394,8                   | 9,1                       | 356                 | 155                       | 240                             | 46,7 %                  |
| 1956  | 398,8                   | 9,1                       | 376                 | 153                       | 262                             | 48,0 %                  |
| 1957  | 411,6                   | 9,3                       | 393                 | 132                       | 212                             | 50,0 %                  |
| 1958  | 371,0                   | 8,3                       | 368                 | 110                       | 217                             | 48,6 %                  |
| 1959  | 353,7                   | 7,9                       | 377                 | 122                       | 221                             | 49,5 %                  |
| 1960  | 354,6                   | 7,8                       | 398                 | 97                        | 204                             | 51,2 %                  |
| 1961  | 328,3                   | 7,2                       | 363                 | 91                        | 179                             | 51,2 %                  |
| 1962  | 311,7                   | 6,7                       | 379                 | 84                        | 183                             | 50,9 %                  |
| 1963  | 291,2                   | 6,1                       | 357                 | 69                        | 159                             | 48,9 %                  |
| 1964  | 275,8                   | 5,7                       | 378                 | 62                        | 135                             | 48,8 %                  |
| 1965  | 259,1                   | 5,3                       | 389                 | 55                        | 114                             | 52,5 %                  |
| 1966  | 234,2                   | 4,8                       | 392                 | 49                        | 102                             | 51,0 %                  |
| 1967  | 211,5                   | 4,3                       | 384                 | 37                        | 100                             | 52,1 %                  |
| 1968  | 203,2                   | 4,1                       | 409                 | 49                        | 92                              | 50,0 %                  |
| 1969  | 183,9                   | 3,7                       | 408                 | 43                        | 90                              | 46,3 %                  |
| 1970  | 184,4                   | 3,6                       | 388                 | 40                        | 82                              | 49,0 %                  |
| 1971  | 177,0                   | 3,5                       | 422                 | 41                        | 82                              | 53,0 %                  |
| 1972  | 184,4                   | 3,6                       | 452                 | 42                        | 87                              | 53,5 %                  |
| 1973  | 176,0                   | 3,4                       | 521                 | 38                        | 85                              | 58,5 %                  |
| 1974  | 179,4                   | 3,4                       | 376                 | 41                        | 80                              | 53,9 %                  |
| 1975  | 181,7                   | 3,5                       | 501                 | 41                        | 84                              | 50,4 %                  |
| 1976  | 177,3                   | 3,4                       | 470                 | 34                        | 79                              | 51,1 %                  |
| 1977  | 170,3                   | 3,2                       | 477                 | 30                        | 82                              | 46,5 %                  |
| 1978  | 178,5                   | 3,4                       | 385                 | 41                        | 73                              | 46,1 %                  |
| 1979  | 178,1                   | 3,3                       | 466                 | 30                        | 65                              | 50,1 %                  |
| 1980  | 175,4                   | 3,3                       | 454                 | 36                        | 75                              | 47,1 %                  |
| 1981  | 189,2                   | 3,5                       | 438                 | 41                        | 88                              | 49,7 %                  |
| 1982  | 201,9                   | 3,7                       | 356                 | 43                        | 89                              | 53,4 %                  |
| 1983  | 198,9                   | 3,6                       | 388                 | 49                        | 80                              | 46,8 %                  |
| 1984  | 190,9                   | 3,5                       | 363                 | 46                        | 89                              | 49,3 %                  |
| 1985  | 175,1                   | 3,2                       | 336                 | 41                        | 85                              | 44,5 %                  |
| 1986  | 168,1                   | 3,0                       | 372                 | 37                        | 70                              | 43,7 %                  |
| 1987  | 136,9                   | 2,5                       | 363                 | 30                        | 64                              | 36,1 %                  |
| 1988  | 124,7                   | 2,2                       | 406                 | 25                        | 54                              | 39,1 %                  |
| 1989  | 120,9                   | 2,1                       | 358                 | 28                        | 57                              | 34,3 %                  |
| 1990  | 121,9                   | 2,2                       | 324                 | 30                        | 52                              | 37,5 %                  |
| 1991  | 117,5                   | 2,1                       | 361                 | 30                        | 58                              | 30,6 %                  |
| 1992  | 116,0                   | 2,0                       | 326                 | 29                        | 66                              | 35,0 %                  |
| 1993  | 132,7                   | 2,3                       | 346                 | 32                        | 62                              | 35,1 %                  |
| 1994  | 124,4                   | 2,2                       | 357                 | 32                        | 53                              | 28,3 %                  |
| 1995  | 130,2                   | 2,3                       | 350                 | 35                        | 64                              | 35,2 %                  |
| 1996  | 136,7                   | 2,4                       | 366                 | 32                        | 63                              | 37,5 %                  |
| 1997  | 149,3                   | 2,6                       | 397                 | 39                        | 67                              | 34,8 %                  |
| 1998  | 170,6                   | 2,9                       | 442                 | 39                        | 67                              | 27,8 %                  |
| 1999  | 153,6                   | 2,7                       | 531                 | 41                        | 78                              | 32,8 %                  |
| 2000  | 165,8                   | 2,8                       | 539                 | 38                        | 74                              | 28,5 %                  |
| 2001  | 187,5                   | 3,2                       | 534                 | 48                        | 76                              | 41,2 %                  |
| 2002  | 184,4                   | 3,1                       | 488                 | 44                        | 76                              | 34,9 %                  |
| 2003  | 173,5                   | 2,9                       | 524                 | 47                        | 83                              | 34,9 %                  |
| 2004  | 195,8                   | 3,2                       | 560                 | 51                        | 92                              | 38,5 %                  |
| 2005  | 175,6                   | 2,9                       | 550                 | 46                        | 89                              | 36,6 %                  |
| 2006  | 188,8                   | 3,1                       | 599                 | 45                        | 96                              | 44,6 %                  |
| 2007  | 178,5                   | 2,8                       | 582                 | 42                        | 75                              | 36,5 %                  |
| 2008  | 190,3                   | 3,0                       | 576                 | 48                        | 96                              | 45,5 %                  |
| 2009  | 201,6                   | 3,1                       | 588                 | 54                        | 99                              | 36,9 %                  |
| 2010  | 207,1                   | 3,2                       | 579                 | 54                        | 98                              | 35,9 %                  |
| 2011  | 217,2                   | 3,3                       | 588                 | 54                        | 110                             | 41,0 %                  |
| 2012  | 203,6                   | 3,1                       | 614                 | 55                        | 92                              | 40,5 %                  |
| 2013  | 193,7                   | 2,9                       | 654                 | 55                        | 93                              | 33,8 %                  |
| 2014  | 209,1                   | 3,2                       | 663                 | 56                        | 91                              | 44,5 %                  |
| 2015  | 205,4                   | 3,2                       | 652                 | 49                        | 96                              | 35,7 %                  |
| 2016  | 213,2                   | 3,3                       | 716                 | 53                        | 105                             | 36,0 %                  |
| 2017  | 209,4                   | 3,2                       | 693                 | 55                        | 92                              | 37,5 %                  |
| 2018  | 201,2                   | 3,1                       | 683                 | 42                        | 93                              | 39,5 %                  |
| 2019  | 213,2                   | 3,3                       | 746                 | 51                        | 96                              | 34,8 %                  |
| 2020  | 65,3                    | 1,0                       | 365                 | 13                        | 29                              | 45,0 %                  |
| 2021  | 95,5                    | 1,5                       | 455                 | 25                        | 46                              | 40,6 %                  |
| 2022  | 152,1                   | 2,3                       | 681                 | 28                        | 62                              | 41,1 %                  |
| 2023  | 180,4                   | 2,7                       | 716                 | 45                        | 83                              | 40,0 %                  |
| 2024  | 181,5                   | 2,7                       | 744                 | 35                        | 68                              | 44,8 %                  |

## Le paradoxe de l'évolution de la fréquentation cinématographique
Alors que la fréquentation a tendanciellement baissé depuis 40 ans, la demande en films n'a cessé de progresser avec la multiplication des chaines de télévision, notamment spécialisées sur le cinéma, la vidéo puis du DVD, ainsi que des nouvelles formes de diffusion (mobile, VOD...). En conséquence, on parle de crise du cinéma de façon continue alors que l'argent n'a jamais été aussi abondant pour la production de films. Même les recettes en salles ont progressé, y compris pendant la période 1965/1985, grâce à l'augmentation du prix du billet.
Par ailleurs, les télévisions ont commencé à moins s'intéresser aux films dans les années 2000 car elles les jugeaient comme des produits non exclusifs du fait de leur passage en salles, en vidéo et sur les télévisions payantes. Pourtant, le spectateur au contraire se montrait plus intéressé par les films au point que la fréquentation repartait à la hausse.

## Une préférence pour le cinéma américain
- Si vous ne connaissez pas le sujet, laissez ce bandeau (vous pouvez alors contacter les auteurs).
- Si vous supprimez le contenu mis en cause (vous pouvez préalablement contacter les auteurs),

argumentez précisément cette suppression dans la page de discussion
(un manque de référence n'est pas un argument ; une recherche réelle de référence doit avoir été effectuée, être formellement documentée).
Si l'on constate aujourd'hui que la part des films américains dans la fréquentation cinématographique française est prépondérante, il n'en a pas toujours été ainsi jusqu'au milieu des années 1980. Au contraire même, le cinéma français est resté majoritaire au box-office avec une part de marché supérieure ou proche de 50 % jusqu'à cette date (avec des pointes à 58 % en 1973). Au début des années 1980, le box-office français faisait même figure d'exception en Europe où le cinéma américain était devenu prépondérant, ayant réduit les ambitions internationales des cinémas anglais, allemand et italien.
Pourtant depuis 1987, la part du cinéma français s'établit désormais entre 35 et 40 %, laissant le cinéma américain dépasser les 50 %. Depuis la fin des années 1980, le cinéma français n'a dépassé le cinéma américain qu'en 2008 grâce au succès de Bienvenue chez les Ch'tis qui a pesé pour plus de 10 points de part de marché cette année-là.
Plusieurs explications se combinent pour l'expliquer :
- Le cinéma français reste généralement préféré par les plus de 35 ans mais le public des jeunes s'est accru à partir des années 1950 et a pris en France une importance plus grande après mai 68, ce qui a été surtout bénéfique aux productions américaines. En effet, l'allongement de la durée des études, couplé à l'amélioration du pouvoir d'achat des ménages, a permis l'essor d'un nouveau public jeune et solvable. Or, ce public trouve dans le rêve américain et ses figures légendaires une vision idéalisée qui contraste avec la société française qu'on lui présente et que le cinéma français de l'après nouvelle vague met en scène (les films de Philippe Labro, Claude Sautet, Yves Boisset, Claude Chabrol...).
- L'anti-américanisme perd de sa puissance avec le reflux de l'influence des idées communistes dans la société française. La langue anglaise n'est plus totalement perçue comme une langue d'un autre pays, mais elle devient une langue internationale. Ce mouvement a été d'autant plus fort que parallèlement le cinéma américain s'est enrichi de l'apport de cinéastes immigrés souvent européens.
- La télévision française privée qui se développe à partir de  1984 (Canal+, La 5 et TV6) doit respecter des quotas de diffusion de films français - au moins la moitié - qui banalise ce type d'œuvres et le public trouve naturellement moins légitime de se déplacer en salles et de payer pour ce qu'il peut si facilement voir de chez lui gratuitement.
- La qualité des salles qui s'est améliorée devient un lieu qui privilégie les films à grand spectacle qui restent essentiellement l'apanage du cinéma américain avec ses effets spéciaux et ses budgets importants visibles à l'écran (d'ailleurs les films français qui proposeront un spectacle ambitieux, souvent basé sur une œuvre littéraire, rencontreront le public).
- La puissance du cinéma américain, fruit de la première puissance économique mondiale, se base sur des sociétés de production, de distribution et d'exploitation particulièrement performantes (les majors américaines). Il en ressort une capacité à faire des films de qualité, variés, adaptés aux tendances de l'évolution des sociétés occidentales avec un marketing dont les résultats sont testés régulièrement.
- Le marché américain permet de produire plus de 500 films par an dont seulement les plus prometteurs qui auront été testés sur le marché américain seront distribués en Europe et donc en France. Ne parviennent que les 150 qui ont le plus gros potentiel. Ainsi, un film américain dispose-t-il d'un budget en espace publicitaire deux fois plus important que pour un film français (670 000 euros contre 360 000 euros en 2005[35]). Il paraît alors logique que leur taux de succès soit élevé.
- Enfin, tous ces effets sont cumulatifs. D'une part, le spectateur français s'est habitué aux films de culture américaine. D'autre part, la satisfaction à un type de film crée une envie de revivre une expérience similaire, phénomène que les studios américains exploitent en proposant régulièrement des suites à leurs succès.

Ce phénomène se retrouve dans la plupart des pays développés. Parallèlement, des cinémas comme l'Inde, culturellement plus éloignés, résiste avec un cinéma national qui représente 90 % des entrées.

## Saisonnalité de la fréquentation cinématographique

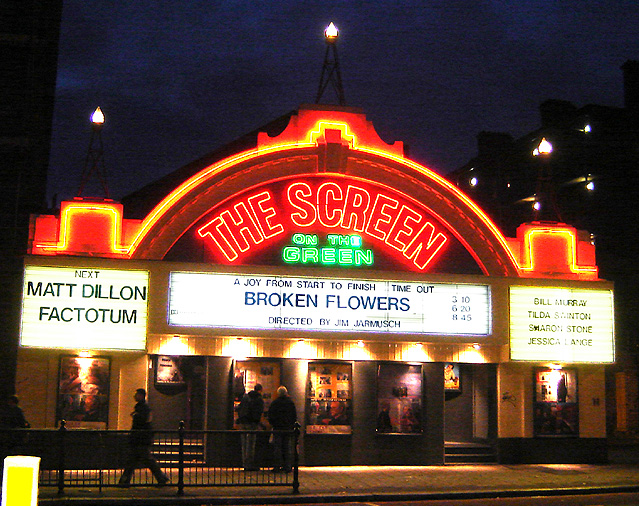

Le box-office est lié à trois types de saisonnalité :
- La fréquentation est en effet plus forte le jour de sortie des films compte tenu du caractère événementiel de cette journée et du marketing renforcé ce jour-là (campagne d'affichage, critiques, bandes-annonces à la télévision...). Afin de profiter d'un événement lié au film (projection à Cannes) ou d'un jour férié (Spiderman 3 a battu les records du 1er jour en sortant un mardi 1er mai), le jour de sortie peut être décalé. La volonté des studios de faire des sorties mondiales (pour créer un évènement mondial et éviter le piratage) les amène à organiser les sorties en même temps dans la plupart des pays pour les grosses sorties.

- la disponibilité du public est évidemment un critère essentiel. le week-end et les jours fériés en raison de la disponibilité du grand public en général et le mercredi en raison de la disponibilité du public des lycéens. Le lundi, jour "chômé" pour une partie du public travaillant le samedi bénéficie également d'une prime.

- les promotions tarifaires périodiques stimulent la fréquentation. Le printemps du cinéma rassemble ainsi 3 millions de spectateurs en trois jours en mars et la fête du cinéma 4 millions en trois jours autour du 21 juin. Dans les années 1980, le lundi bénéficiait également d'une prime en raison d'un tarif réduit pour tous ce jour-là (en 1985, le lundi représentait 19 % des entrées de la semaine contre 10 % dans les années 2000 où ces conditions tarifaires ont disparu).

| Jour     | Part dans la semaine (2021) |
| -------- | --------------------------- |
| Lundi    | 10,7 %                      |
| Mardi    | 12,8 %                      |
| Mercredi | 14,3 %                      |
| Jeudi    | 11,8 %                      |
| Vendredi | 12,5 %                      |
| Samedi   | 18,7 %                      |
| Dimanche | 19,2 %                      |
| Total    | 100 %                       |

De plus, la fréquentation dépend de facteurs exogènes :
- la météo. Le public hésite à aller en salles s'il fait beau. Ce constat est néanmoins de moins en moins vérifié depuis quelques années, le public hésitant moins à aller au cinéma en été sous l'effet d'une offre qui s'est étoffée et d'une amélioration de la climatisation des salles (entre 1994 et 2000, le nombre de spectateurs en juillet/août a augmenté régulièrement de 8 % par an contre une hausse moyenne de 5 % sur l'année entière[38]. Aux États-Unis, la fréquentation est déjà historiquement forte l'été car les salles sont devenus un refuge face à la chaleur grâce à des salles climatisées depuis longtemps.

- les événements concurrents. Une coupe du monde ou un débat présidentiel ont une influence notable sur la fréquentation d'une soirée ou d'une semaine. Ainsi, pendant la coupe du monde 2006 en Allemagne, le box-office a-t-il connu ses pires semaines de l'année, y compris lors de la fête du cinéma - du 25 au 27 juin 2006 - où le mardi a enregistré une baisse de 30 % par rapport à la journée correspondante 2005. Les éléments externes peuvent néanmoins être favorables comme les grèves d'enseignants, très bénéfiques au cinéma.

Par ailleurs, il y a une saisonnalité endogène aux films projetés car l'économie cinématographique demeure une industrie d'offre : le public se déplace pour un film plus que pour la sortie. Ainsi, il arrive fréquemment que la fréquentation augmente de plus de 50 % d'une semaine sur l'autre ou par rapport à l'année précédente sans éléments extérieurs lorsqu'un film grand public rencontre le succès. Le succès du film se construit alors sur la capacité à faire déplacer le public et non sur sa capacité à pousser le public à arbitrer en sa faveur au détriment des autres films proposés. En 1998, la fréquentation cinématographique de l'année a augmenté du fait d'un seul film : Titanic. Non seulement, il a amené un public qui ne se déplace que très rarement en salles, mais il a aussi augmenté l'envie de cinéma dans les semaines qui ont suivi.
| Mois      | Part dans l'année (2018) |
| --------- | ------------------------ |
| Janvier   | 9,1 %                    |
| Février   | 11,2 %                   |
| Mars      | 10,4 %                   |
| Avril     | 9,0 %                    |
| Mai       | 6,9 %                    |
| Juin      | 5,0 %                    |
| Juillet   | 6,9 %                    |
| Août      | 7,3 %                    |
| Septembre | 5,4 %                    |
| Octobre   | 9,1 %                    |
| Novembre  | 9,3 %                    |
| Décembre  | 10,4 %                   |
| Total     | 100 %                    |

On constate que les mois d'automne et hiver avec des vacances sont les plus porteurs (plus de 8 % des entrées de l'année). À l'inverse, septembre souffre de la rentrée des classes, du temps d'été qui se prolonge et, peut-être d'après certains observateurs, de la perspective du paiement des impôts.

## Détail de l'évolution dans plusieurs pays
| Année | Italie | Allemagne | Royaume-Uni | Espagne | Europe (UE28) | USA + Canada | Japon | Corée du Sud | Russie | Chine | Inde | Brésil | Mexique |
| ----- | ------ | --------- | ----------- | ------- | ------------- | ------------ | ----- | ------------ | ------ | ----- | ---- | ------ | ------- |
| 1946  |        |           | 1635        |         |               | 4700         |       |              |        |       |      |        |         |
| 1955  | 819    | 767       | 1182        |         |               | 2070         | 869   |              |        |       |      |        |         |
| 1965  | 663    | 320       | 326         | 420     |               | 1288         | 373   |              |        |       |      |        |         |
| 1975  | 513    | 213       | 116         | 255     |               | 1328         | 174   | 75           |        |       |      | 275,4  | 220     |
| 1985  | 123    | 104,2     | 70          | 104     | 674           | 1056         | 155,1 | 48           |        |       | 4000 | 91,3   | 352     |
| 1995  | 90,7   | 124,5     | 114,9       | 94,6    | 662           | 1263         | 127   | 45,1         | 75,4   | 130   | 3380 | 85     | 65      |
| 1996  | 96,5   | 132,9     | 132,8       | 104,3   | 708           | 1339         | 119,6 | 42,2         | 49,8   | 140   | 3380 | 62     | 75      |
| 1997  | 102,8  | 143,1     | 139,3       | 105     | 764           | 1388         | 140,7 | 47,5         | 55     | 125   | 3580 | 86,8   | 95      |
| 1998  | 118,5  | 148,9     | 135,4       | 112,1   | 821           | 1438         | 153,1 | 50,2         | 50     | 121   | 2860 | 70     | 104     |
| 1999  | 103,5  | 149       | 139,1       | 131,3   | 811           | 1440         | 144,7 | 54,7         | 39,5   |       | 2970 | 70     | 120     |
| 2000  | 104,2  | 152,5     | 142,5       | 135,3   | 844           | 1385         | 135,4 | 64,6         | 42,8   |       |      | 72     | 130     |
| 2001  | 113,3  | 177,9     | 155,9       | 146,8   | 929           | 1437         | 163,3 | 89,4         | 60     | 135   |      | 76,0   | 139     |
| 2002  | 115,6  | 163,9     | 175,9       | 140,7   | 1002          | 1570         | 160,8 | 105,1        | 65     | 140   | 2860 | 90,8   | 152     |
| 2003  | 110,5  | 149       | 167,3       | 137,5   | 959           | 1520         | 162,3 | 119,5        | 61,2   |       | 3420 | 105,0  | 137     |
| 2004  | 116,3  | 156,7     | 171,3       | 143,9   | 1016          | 1500         | 170,1 | 135,2        | 76,6   | 137,5 | 3591 | 117,4  | 163     |
| 2005  | 105,6  | 127,3     | 164,7       | 127,6   | 901           | 1380         | 160,5 | 145,5        | 83,6   | 157,2 | 3770 | 93,6   | 163     |
| 2006  | 106,1  | 136,7     | 156,6       | 121,6   | 934           | 1395         | 164,3 | 153,4        | 91,8   | 176,2 | 3997 | 90,2   | 165     |
| 2007  | 116,4  | 125,4     | 162,4       | 116,9   | 923           | 1399         | 163,2 | 158,8        | 105    | 195,8 | 3290 | 89,3   | 175     |
| 2008  | 111,6  | 129,4     | 164,2       | 107,8   | 928           | 1341         | 160,5 | 150,8        | 123,9  | 209,8 | 3251 | 89,1   | 174     |
| 2009  | 111,2  | 146,3     | 173,5       | 110     | 982           | 1415         | 169,3 | 157          | 132,3  | 264   | 2917 | 112,7  | 180     |
| 2010  | 120,6  | 126,6     | 169,2       | 101,6   | 965           | 1342         | 174,4 | 149,2        | 155,9  | 290   | 2706 | 134,9  | 189,6   |
| 2011  | 101,3  | 129,6     | 171,6       | 98,3    | 969           | 1284         | 144,7 | 159,8        | 159,5  | 370   | 2940 | 143,9  | 204,9   |
| 2012  | 100,1  | 135,1     | 172,5       | 94,2    | 947           | 1362         | 155,2 | 194,9        | 157    | 470   |      | 148,9  | 228,2   |
| 2013  | 106,7  | 129,7     | 165,5       | 78,7    | 905           | 1344         | 155,9 | 213,3        | 177,1  | 631   |      | 149,5  | 257     |
| 2014  | 98,3   | 121,7     | 157,5       | 88      | 911           | 1268         | 161,1 | 215.1        | 176    | 830   |      | 155,6  | 257     |
| 2015  | 106,7  | 139,2     | 171,9       | 96,1    | 980           | 1320         | 166,6 | 217,3        | 174,0  | 1260  |      | 172,9  | 296     |
| 2016  | 113,8  | 121,1     | 168,3       | 101,8   | 994           | 1315         | 180,2 | 217          | 192,8  | 1372  |      | 184,3  | 331     |
| 2017  | 99,2   | 122,3     | 170,6       | 99,8    | 985           | 1234         | 174,5 | 219,9        | 212,1  | 1622  |      | 181,3  | 348     |
| 2018  | 91,7   | 105,4     | 177,0       | 98,9    | 955           | 1305         | 169,2 | 216,4        | 200,6  | 1720  |      | 163,5  | 332     |
| 2019  | 104,7  | 118,6     | 176,1       | 103,6   | 1010          | 1240         | 194,9 | 226,7        | 216,3  | 1730  | 1460 | 174,6  | 350     |
| 2020  | 30,1   | 38,1      | 44          | 21,6    | 294           | 240          | 106,1 | 59,5         | 88,4   | 548   | 387  | 39,3   | 64,5    |
| 2021  | 26,6   | 42,1      | 74,0        | 41,4    | 383           | 470          | 114,8 | 60,5         | 145,7  | 1170  | 418  | 50,7   | 113,6   |
| 2022  | 47,9   | 78,0      | 117,3       | 55,4    | 657           | 705          | 152   | 112,8        |        | 712   | 892  | 95,1   | 181,8   |
| 2023  | 70,6   | 95,7      | 123,6       | 76,7    | 784           | 830          | 155,5 | 125          |        | 1300  | 900  | 114,1  | 233     |
| 2024  | 69,7   | 90,1      | 126,5       | 72,3    | 767           | 763          | 144,4 | 123,1        |        | 1000  | 857  | 125,3  | 217     |